# Cineraria
Cineraria là một chi thực vật có hoa trong họ Cúc (Asteraceae).

## Loài
Chi Cineraria gồm các loài: